# Natação no Campeonato Europeu de Esportes Aquáticos de 2014 - 200 m borboleta masculino
A prova dos 200 metros borboleta masculino da natação no Campeonato Europeu de Esportes Aquáticos de 2014 ocorreu nos dias 20 e 21 de agosto em Berlim, na Alemanha. 

## Calendário
| Fase          | Data         | Hora  |
| ------------- | ------------ | ----- |
| Eliminatórias | 20 de agosto | 09:36 |
| Semifinal     | 20 de agosto | 19:03 |
| Final         | 21 de agosto | 19:02 |

Todos os horários estão no horário local (UTC+1)

## Recordes
Antes desta competição, os recordes eram os seguintes:
| Recorde mundial       | Michael Phelps     | 1:51.51 | Roma      | 29 de julho de 2009  |
| Recorde europeu       | László Cseh        | 1:52.70 | Pequim    | 13 de agosto de 2008 |
| Recorde do campeonato | Paweł Korzeniowski | 1:54.38 | Eindhoven | 21 de março de 2008  |

## Medalhistas
| Ouro                | Prata             | Bronze                   |
| Viktor Bromer (DEN) | Bence Biczó (HUN) | Paweł Korzeniowski (POL) |

## Resultados

### Eliminatórias
Esses foram os resultados das eliminatórias. 
| Pos. | Bateria | Raia | Nadador               | Nacionalidade | Tempo   | Notas |
| ---- | ------- | ---- | --------------------- | ------------- | ------- | ----- |
| 1    | 2       | 4    | Viktor Bromer         | Dinamarca     | 1:55.43 | Q     |
| 2    | 4       | 6    | Evgeny Koptelov       | Rússia        | 1:56.37 | Q     |
| 3    | 3       | 4    | Bence Biczó           | Hungria       | 1:56.63 | Q     |
| 4    | 3       | 5    | Louis Croenen         | Bélgica       | 1:56.66 | Q     |
| 5    | 3       | 2    | Francesco Pavone      | Itália        | 1:57.15 | Q     |
| 6    | 2       | 6    | Matteo Pelizzari      | Itália        | 1:57.67 | Q     |
| 7    | 3       | 3    | Aleksandr Kudashev    | Rússia        | 1:57.70 | Q     |
| 8    | 2       | 3    | Stefanos Dimitriadis  | Grécia        | 1:57.77 | Q     |
| 9    | 2       | 7    | Carlos Peralta        | Espanha       | 1:57.78 | Q     |
| 10   | 2       | 5    | Cameron Brodie        | Reino Unido   | 1:57.81 | Q     |
| 11   | 4       | 5    | Nikolay Skvortsov     | Rússia        | 1:57.93 |       |
| 12   | 4       | 1    | Egon van der Straeten | Bélgica       | 1:58.11 | Q     |
| 13   | 3       | 7    | Alexandru Coci        | Roménia       | 1:58.15 | Q     |
| 14   | 4       | 4    | Paweł Korzeniowski    | Polónia       | 1:58.29 | Q     |
| 15   | 3       | 6    | Jordan Coelho         | França        | 1:58.36 | Q     |
| 16   | 4       | 0    | Konstantinos Markozis | Grécia        | 1:58.48 | Q     |
| 17   | 2       | 0    | Robert Žbogar         | Eslovênia     | 1:58.55 | Q     |
| 18   | 4       | 3    | Velimir Stjepanović   | Sérvia        | 1:58.60 |       |
| 19   | 1       | 4    | Nico van Duijn        | Suíça         | 1:59.04 |       |
| 20   | 4       | 7    | Bence Pulai           | Hungria       | 1:59.66 |       |
| 21   | 1       | 6    | Sindri Jakobsson      | Noruega       | 1:59.80 |       |
| 22   | 1       | 5    | Jesper Bjoerk         | Suécia        | 2:00.01 |       |
| 23   | 2       | 8    | Paul Lemaire          | França        | 2:00.09 |       |
| 24   | 2       | 1    | Brendan Hyland        | Irlanda       | 2:00.09 |       |
| 24   | 4       | 8    | Pedro Oliveira        | Portugal      | 2:00.09 |       |
| 26   | 3       | 0    | Nuno Quintanilha      | Portugal      | 2:00.83 |       |
| 27   | 2       | 2    | Tom Kremer            | Israel        | 2:01.07 |       |
| 28   | 4       | 9    | Jan Šefl              | Chéquia       | 2:01.60 |       |
| 29   | 3       | 8    | Thomas Vilaceca       | França        | 2:01.69 |       |
| 30   | 2       | 9    | Filip Milcevic        | Áustria       | 2:02.67 |       |
| 31   | 1       | 3    | Tomas Havránek        | Chéquia       | 2:02.82 |       |
| 32   | 1       | 2    | Etay Gurevich         | Israel        | 2:03.10 |       |
| 33   | 1       | 1    | Teimuraz Kobakhidze   | Geórgia       | 2:03.77 |       |
| 34   | 1       | 7    | Nikola Dimitrov       | Bulgária      | 2:05.49 |       |
| —    | 3       | 1    | Simon Sjödin          | Suécia        |         | DNS   |
| —    | 3       | 9    | Jay Lelliott          | Reino Unido   |         | DNS   |
| —    | 4       | 2    | Roberto Pavoni        | Reino Unido   |         | DNS   |

### Semifinal
Esses foram os resultados das semifinais. 
Semifinal 1
| Pos. | Raia | Nadador              | Nacionalidade | Tempo   | Notas |
| ---- | ---- | -------------------- | ------------- | ------- | ----- |
| 1    | 5    | Louis Croenen        | Bélgica       | 1:56.46 | Q     |
| 2    | 4    | Evgeni Koptelov      | Rússia        | 1:56.74 | Q     |
| 3    | 3    | Matteo Pelizzari     | Itália        | 1:56.78 | Q     |
| 4    | 6    | Stefanos Dimitriadis | Grécia        | 1:57.03 | Q     |
| 5    | 1    | Jordan Coelho        | França        | 1:57.52 |       |
| 6    | 8    | Robert Žbogar        | Eslovênia     | 1:57.64 |       |
| 7    | 2    | Cameron Brodie       | Reino Unido   | 1:58.31 |       |
| 8    | 7    | Alexandru Coci       | Roménia       | 1:58.42 |       |

Semifinal 2
| Pos. | Raia | Nadador               | Nacionalidade | Tempo   | Notas |
| ---- | ---- | --------------------- | ------------- | ------- | ----- |
| 1    | 4    | Viktor Bromer         | Dinamarca     | 1:55.55 | Q     |
| 2    | 1    | Paweł Korzeniowski    | Polónia       | 1:56.43 | Q     |
| 3    | 5    | Bence Biczó           | Hungria       | 1:56.44 | Q     |
| 4    | 2    | Carlos Peralta        | Espanha       | 1:57.23 | Q     |
| 5    | 3    | Francesco Pavone      | Itália        | 1:57.35 |       |
| 6    | 6    | Aleksandr Kudashev    | Rússia        | 1:57.41 |       |
| 7    | 7    | Egon van der Straeten | Bélgica       | 1:58.19 |       |
| 8    | 8    | Konstantinos Markozis | Grécia        | 1:58.89 |       |

### Final
Esse foi o resultado da final. 
| Pos.              | Raia | Nadador              | Nacionalidade | Tempo   | Notas |
| ----------------- | ---- | -------------------- | ------------- | ------- | ----- |
| Medalha de ouro   | 4    | Viktor Bromer        | Dinamarca     | 1:55.29 |       |
| Medalha de prata  | 3    | Bence Biczó          | Hungria       | 1:55.62 |       |
| Medalha de bronze | 5    | Paweł Korzeniowski   | Polónia       | 1:55.74 |       |
| 4                 | 6    | Louis Croenen        | Bélgica       | 1:56.06 |       |
| 5                 | 7    | Matteo Pelizzari     | Itália        | 1:56.72 |       |
| 6                 | 8    | Carlos Peralta       | Espanha       | 1:57.01 |       |
| 7                 | 1    | Stefanos Dimitriadis | Grécia        | 1:57.10 |       |
| 8                 | 2    | Evgeni Koptelov      | Rússia        | 1:57.14 |       |

Legenda
| Recorde mundial       | Recorde mundial (World record)               |                       | Recorde africano                      | Recorde africano (African) |                                           | Q | Classificado por posição (Qualified) |
| Recorde do campeonato | Recorde do campeonato (Championship record)  | Recorde da América    | Recorde da América (Americas)         | q                          | Classificado por melhor tempo (Qualified) |   |                                      |
| Melhor marca do ano   | Melhor marca do ano (World leading)          | Recorde asiático      | Recorde asiático (Asian)              | DNS                        | Não largou (Did not start)                |   |                                      |
| Recorde nacional      | Recorde nacional (National record)           | Recorde europeu       | Recorde europeu (European)            | DNF                        | Não terminou (Did not finish)             |   |                                      |
| Recorde pessoal       | Recorde pessoal do atleta (Personal best)    | Recorde da Oceania    | Recorde da Oceania (Oceania)          | DSQ / DQ                   | Desclassificado (Disqualified)            |   |                                      |
| Recorde da temporada  | Recorde da temporada do atleta (Season best) | Recorde sul-americano | Recorde sul-americano (South America) | NM                         | Sem marca (No mark)                       |   |                                      |